# Live Forever (canción de Hollywood Undead)
«Live Forever» es el quinto sencillo oficial de Hollywood Undead del cuarto álbum llamado Day of the Dead. La canción fue lanzada en su canal Vevo en YouTube el 9 de febrero de 2015. 